# Ла Лапола (Арецо)
Ла Лапола је насеље у Италији у округу Арецо, региону Тоскана.
Према процени из 2011. у насељу је живело 52 становника. Насеље се налази на надморској висини од 358 м.